# Thüringer Pforte

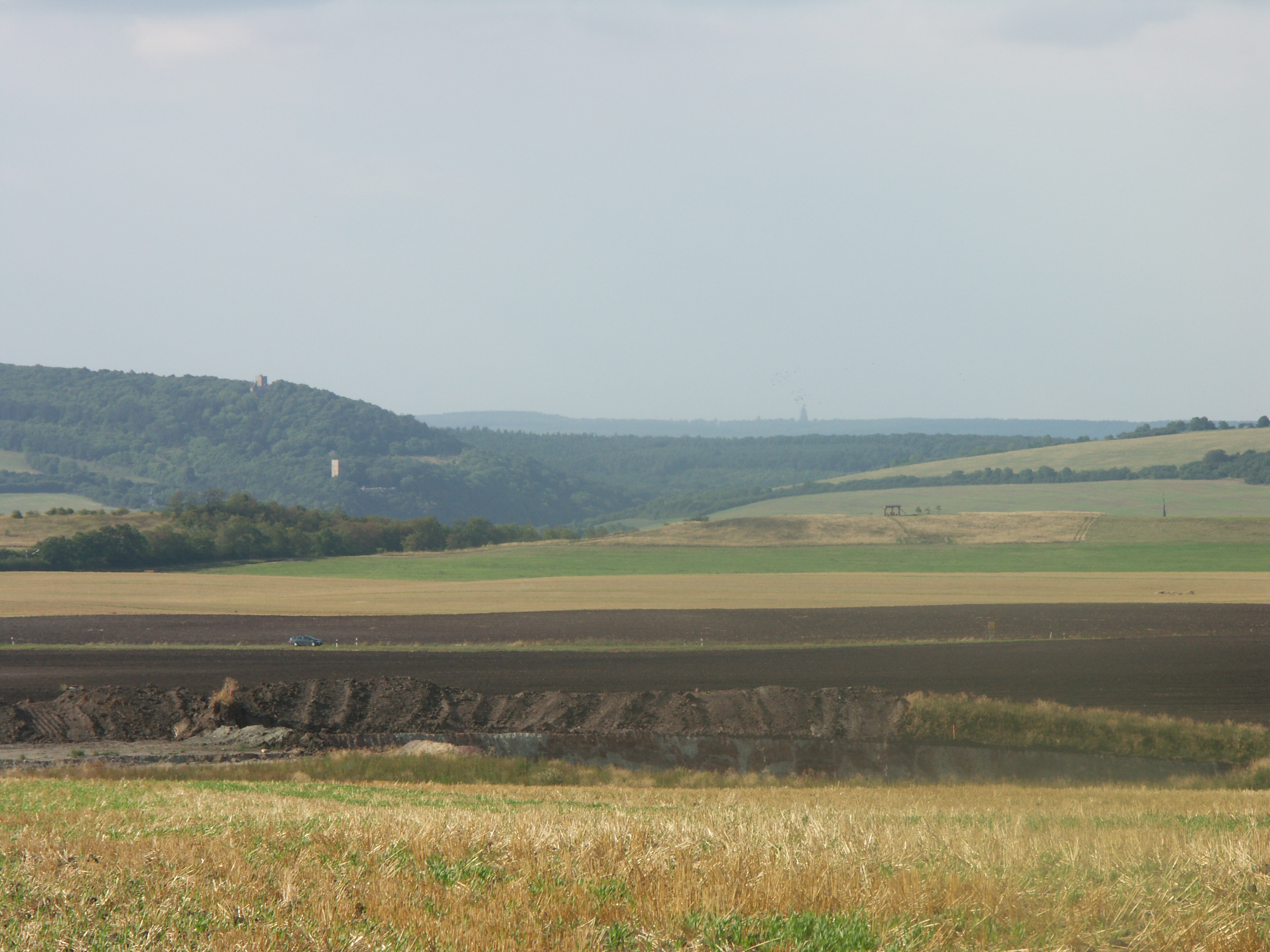
Thüringer Pforte

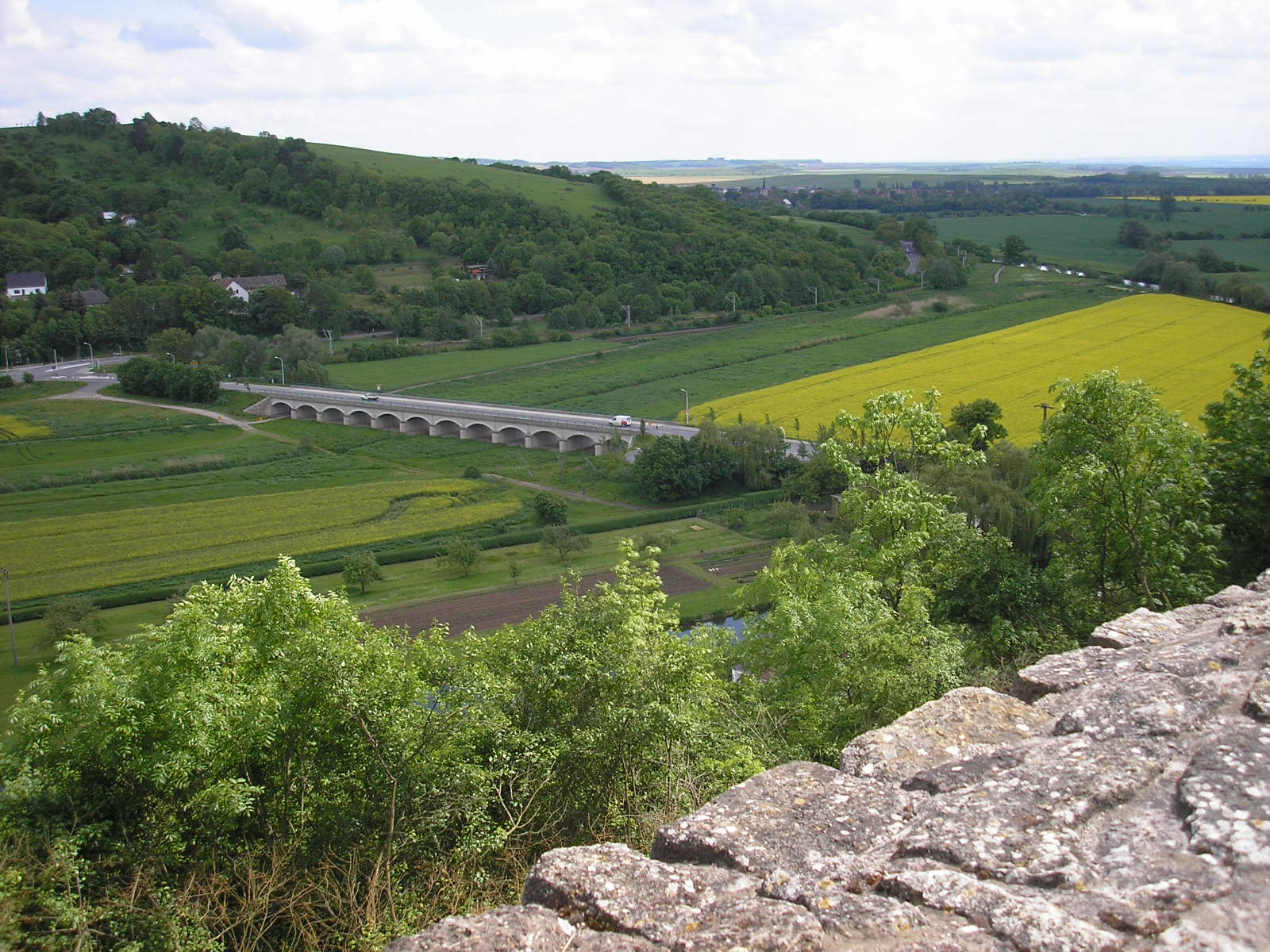
Blick in die Thüringer Pforte mit Unstrutbrücke (B85/B86)

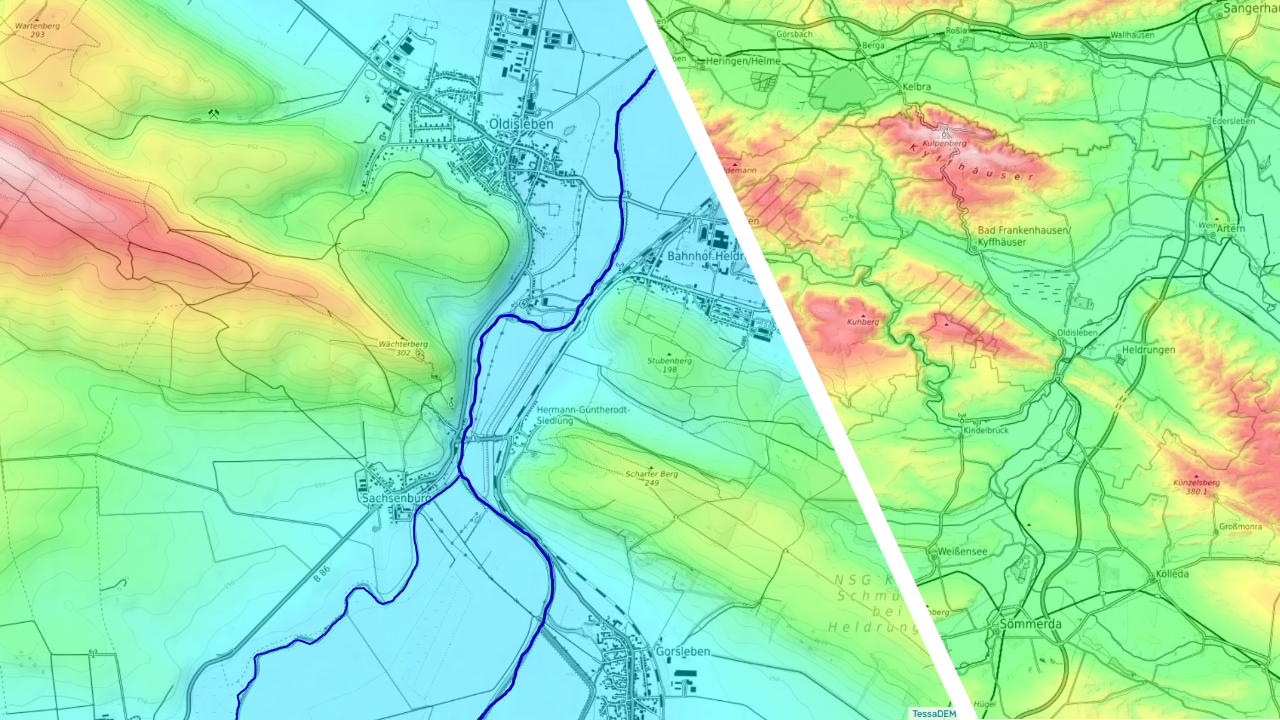
Thüringer Pforte

Mit Thüringer Pforte wird der Durchbruch der Unstrut bei Sachsenburg in Thüringen bezeichnet. 
Der Fluss durchbricht hier die das Thüringer Becken nach Norden abschließenden Höhenzüge Hainleite und Schmücke.
Die von der Unstrut geschaffenen topographischen Gegebenheiten wurden auch vom Verkehr schon immer genutzt. So führen die Bundesstraße 85, die Bundesstraße 86 und die Bahnstrecke Sangerhausen–Erfurt durch die Thüringer Pforte. Bewacht wurde die Thüringer Pforte im Mittelalter von der Oberen Sachsenburg und der Unteren Sachsenburg aus.